# Büyükçatma, Arpaçay
Büyükçatma là một xã thuộc huyện Arpaçay, tỉnh Kars, Thổ Nhĩ Kỳ. Dân số thời điểm năm 2010 là 527 người.